# Kap sa
Kap sa (갑사 Klasztor Zbroi) – koreański klasztor. Jeden z najstarszych klasztorów Korei.

## Historia klasztoru
Klasztor został wybudowany w roku 420 na zachodnim zboczu góry Kyeryong przez mnicha-misjonarza Ado. Główny budynek został skonstruowany w roku 556 przez Hyemyonga.
Klasztor ten stał się w roku 679 jednym z dziesięciu ośrodków szkoły hwaŏm z rozporządzenia wybitnego mnicha Ŭisanga (625-702).
W roku 887 klasztor został ponownie rozbudowany przez mnicha Muyŏma.
W X wieku na skutek rosnącej siły i popularności szkoły sŏn oraz rozwijającej się dyskusji wewnątrz szkoły hwaŏm, podzieliła się ona na dwie frakcje: Południowej Góry, która utrzymywała pogląd Fazanga, oraz Północnej Góry, która trzymała się poglądów Ŭisanga. Mnich Kyunyŏ (923-973), chociaż zasadniczo należał do frakcji Południowej Góry, usiłował pogodzić obie strony i starał się dokonać syntezy obu idei. Z jego punktu widzenia podział nie był w ogóle konieczny, gdyż rzeczywistość sama w sobie jest kompletna i zatem zdolna do przyjęcia obu poglądów. Kyunyo napisał sześćdziesiąt dziewięć książek wyjaśniających jego ideę. Osiemnaście z nich były pierwotnie przechowywane właśnie w klasztorze Gap.
Klasztor został całkowicie zniszczony w czasie najazdu japońskiego w latach 1592-1598. Odbudowano go już w 1604 r. Uległa zmianie nazwa klasztoru z Kyeryong Kap sa na Kap sa. W 1654 roku ponownie klasztor został rozbudowany.
Dzisiaj klasztor ma także mały budynek do praktyki sŏn, który znajduje się nad głównym budynkiem klasztoru. Kap sa znajduje się w Narodowym Parku góry Kyeryong (계룡산국립공원).

## Znane obiekty
- Stupa wołu, który zmarł z wyczerpania podczas transportu materiałów budowlanych w roku 419.
- Tongjonggak - pawilon, w którym przechowywany jest dzwon odlany w roku 584

## Adres klasztoru
- 52-1 Jungjang-ri, Gyeryong-myeon, Gongju, Chungcheongnam-do, Korea Południowa

## Przypisy

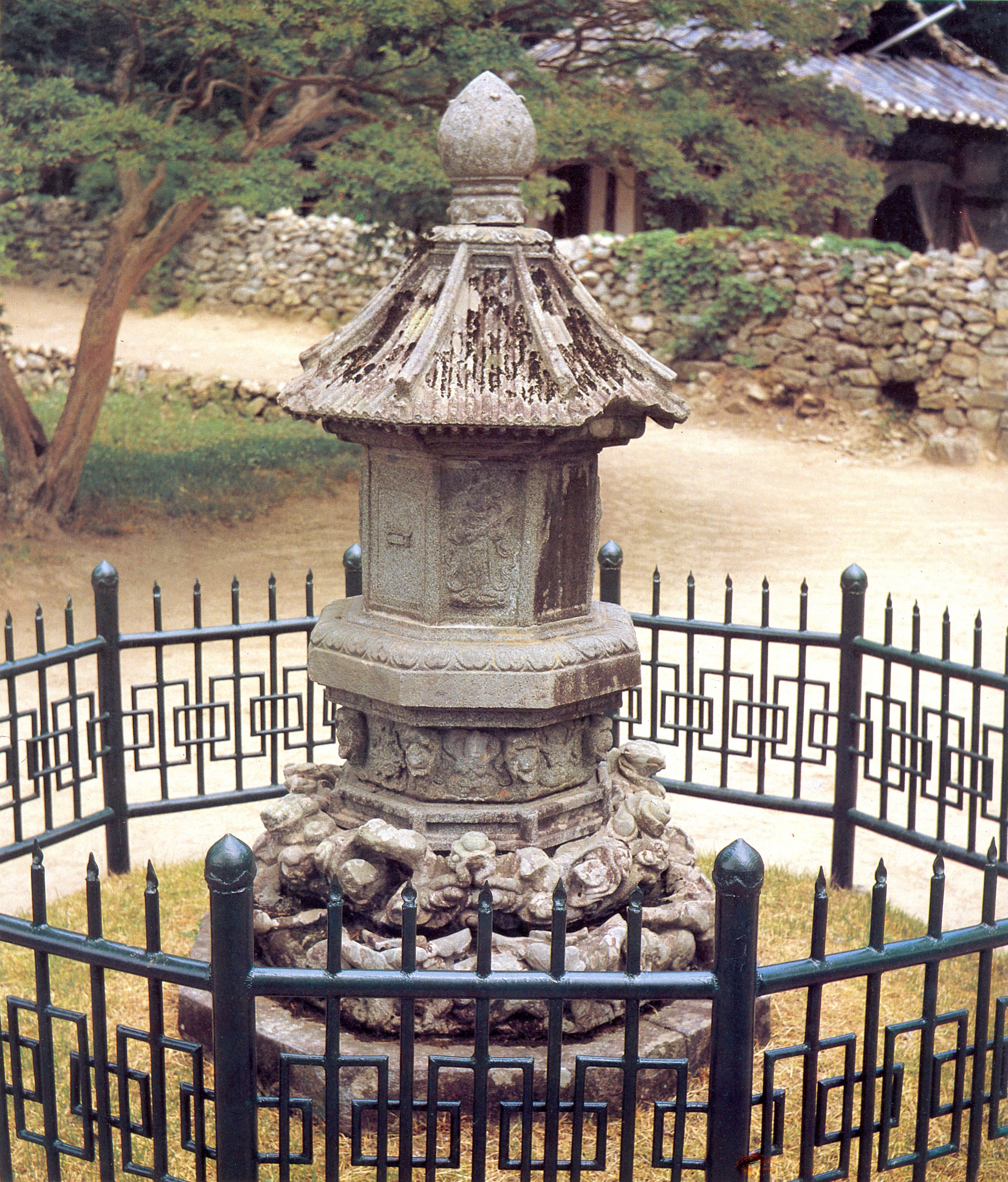
Kamienna stupa
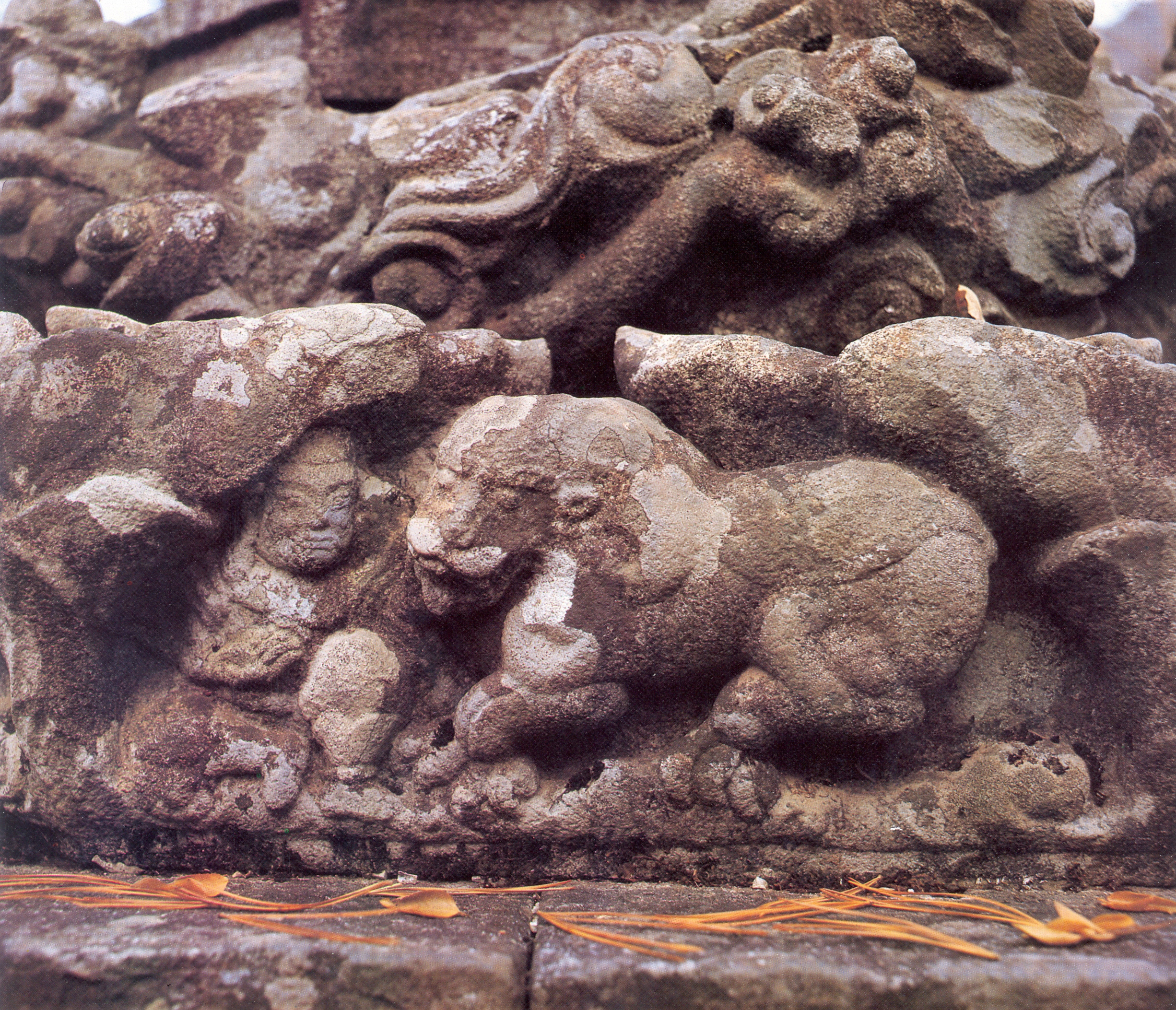
Detal stupy